# Fortaleza de Jornabuyi
La fortaleza de Jornabuyi (en georgiano: ხონაბუჯის ციხე), también conocida como la fortaleza de Tamara (en georgiano: თამარის ციხე), fue una construcción defensiva construida originalmente a finales del I milenio antes de Cristo, localizada cerca de Dedoplistskaro, Georgia.

## Geografía
Los restos en ruinas del castillo se encuentran en la cordillera Tsiv-Gombori, época en la que era la única fortificación que controlaba los valles de los ríos Iori y Alazani.

## Historia
Los primeros registros escritos que se conservan se remontan al reinado de Vajtang I Gorgasali durante el siglo V. En aquel momento, Jornabuyi era uno de los asentamientos más grandes de la región de Kajetia. Según la crónica, fue uno de los varios lugares a los que Vajtang nombró obispo después de haber construido la catedral de Svetitsjoveli en Mtsjeta.
A finales del siglo V o principios del VI, Jornabuyi fue conquistada por los persas sasánidas. Parece que la ciudad circundante fue destruida, aunque parte del castillo sobrevivió y durante los siglos siguientes la ciudad apareció nuevamente en el área de terreno llano al sur de la roca del castillo.
Durante el siglo XIII, según algunas fuentes, el castillo fue reconstruido siguiendo las instrucciones de la reina Tamara, aunque otros sugieren que las referencias a que se construyó en otro sitio. Según una interpretación de las fuentes, el municipio de Jornabuyi fue destruido por los invasores mongoles bajo el mando de Berke Kan alrededor de 1264, y los supervivientes se trasladaron a Signagi, después de lo cual no hubo más asentamientos significativos fuera de los muros del castillo. Una visión alternativa es que fue durante el siglo XVII que el asentamiento cayó en ruinas tras la invasión emprendida desde Persia por sah Abás el Grande. El castillo fue reconstruido posteriormente bajo Heraclio II de Georgia, pero el municipio circundante no fue reconstruido.
La arqueología realizada durante la década de 1970 en la zona descubrió una amplia evidencia del asentamiento que floreció en el terreno llano debajo del castillo durante y antes del período medieval. 